# Хлодвіг
Хлодвіг I або Клодвіг I (фр. Clovis, лат. Chlodovechus, Chlodoveus, реконстр. франк. *Hlodowig; близько 466, Турне — 27 листопада 511, Париж) — король салічних франків між 481 та 511 роками. Син короля Хільдеріка I з роду Меровінгів і Базіни Тюринзької. Хлодвіг вступив на трон у віці 15 років після смерті свого батька. Проводив активну завойовницьку політику, значно розширивши територію свого королівства. У 498 році першим із франкських королів прийняв християнство, що слугувало початком християнізації салічних франків, які після завоювання ними колишньої римської провінції Галлії осіли у країні. Вважається засновником Франкського королівства, яке розглядається як перша французька або німецька монархії, в залежності від національної приналежності чи симпатій дослідників. За Хлодвіга була укладена і записана «Салічна правда», один із перших варварських законодавчих кодексів. Після смерті Хлодвіга королівство було поділено на чотири частини між його синами й поринуло у міжусобиці.
Початок правління Хлодвіга I вважається настанням першого, «меровінзького» періоду історії Франкської держави — з кінця V до кінця VII століття.

### Письмові джерела
- Про короля Хлодвіга багато чого відомо завдяки докладному опису його правління галло-римським єпископом Григорієм Турським, який був близький до панівних класів. Його «Історія», названа пізніше «Історією франків», служила насамперед як повчальний твір, однак згодом перетворилася у хвалебну біографію. Саме тому дане джерело не слідує точному викладу історичних фактів. Життєпис Хлодвіга можна знайти у 2-й книзі «Історії франків», розділи 27—43.
- Деякі дані про Хлодвіга містяться у «Хроніці» Фредегара.
- Соціально-економічні й правові аспекти епохи правління Хлодвіга I вивчаються на основі «Салічної правди» і капітуляріїв, виданих у зв'язку з появою цього варварського кодексу.
- Також до нас дійшли деякі фрагменти тогочасного листування і пізніші записи, зроблені на основі джерел, які сьогодні не збереглися[17].

Саме завдяки порівняльному аналізу всіх цих документів і хронік більшість дослідників прийшла до думки, що Хлодвіг помер 27 листопада 511 року.

### Матеріальні джерела

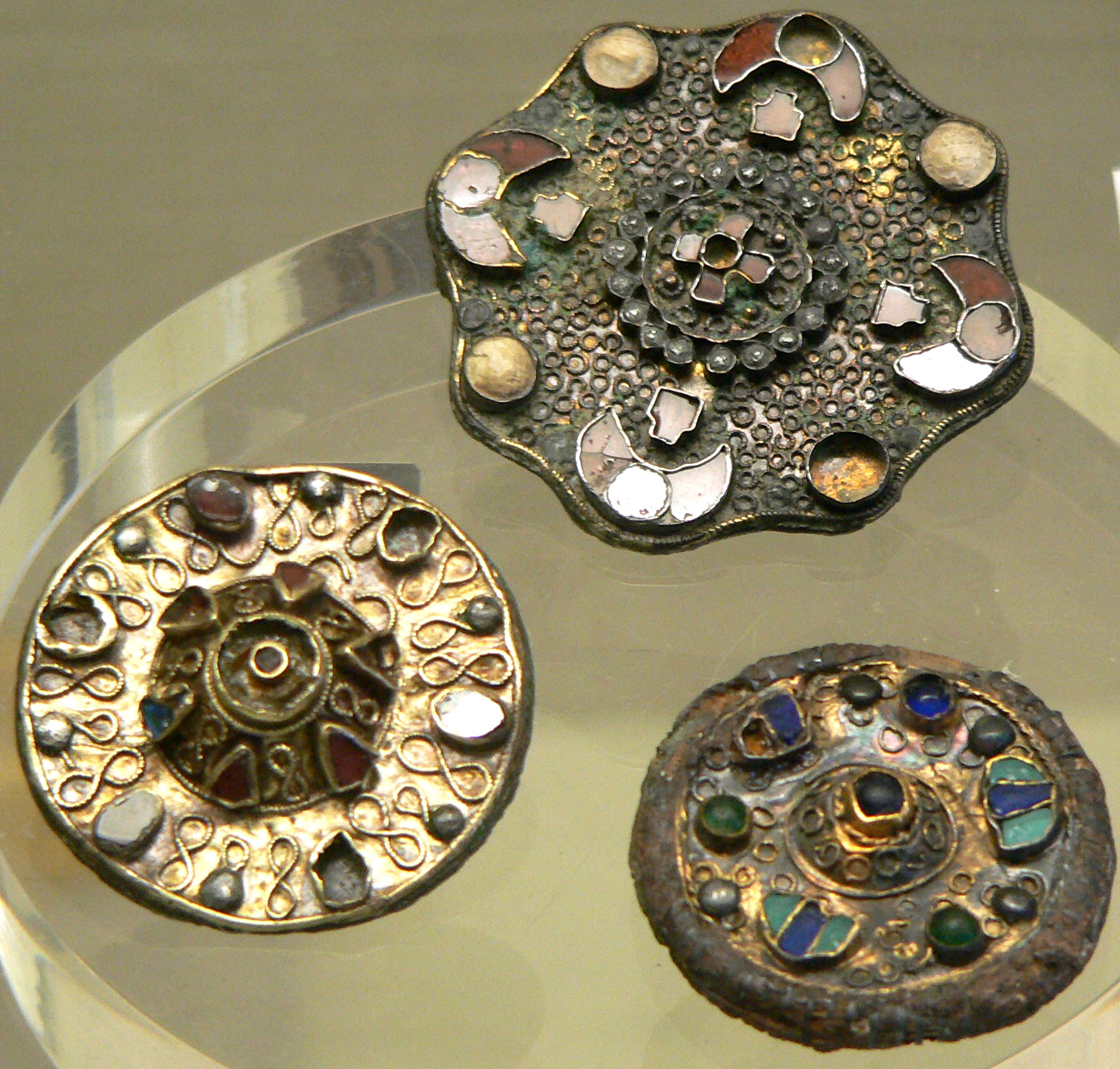
Фібули епохи Меровінгів

Дослідження археологів дозволяють історикам робити деякі висновки про матеріальну культуру того періоду, про звичаї та культурний розвиток франків, а також уявити приблизну картину кліматичних змін на території Галлії, розвитку сільського господарства й економічних зв'язків (наприклад, вивчаючи залишки римських доріг у Галлії) тощо. Окрім цього, завдяки археологічним знахідкам інколи можна датувати ту чи іншу подію, тоді як письмові джерела, скажімо, розходяться у цьому питанні або не дають таких даних узагалі.

### Лінгвістичні дані
Вивчення франкської мови дозволило дослідникам зрозуміти етимологію імені короля франків. Ім'я «Хлодвіг» (франкськ. Hlodowig) складається з двох частин — кореня «hlod» («прославлений», «видатний», «іменитий») і «wig» («бій», «битва»). Тобто «Хлодвіг» означає «той, хто прославився в бою». Пізніше від цього імені було утворено ім'я Людовик (лат. Ludovicus), яке перетворилося на німецьке «Людвіг» (нім. Ludwig) і французьке «Луї» (фр. Louis). Цим ім'ям часто називали королів Франції. Меровінги нерідко використовували при наданні імені корінь «hlod». Так, наприклад, з'явилися Хлотар (фр. Clotaire) Лотар, (Lothaire), Хлодомир (Clodomir), Клотильда (Clotilde).

## Хронологія правління
Хронологія правління Хлодвіга відома вкрай погано. Практично всі наявні дані взяті з «Історії» Григорія Турського (книга 2), який вважає перераховані нижче події п'ятиліттями. Наприклад, війна з Сіагрієм відбулася, за його відомостями, через п'ять років після сходження Хлодвіга на престол, війна проти алеманів через п'ятнадцять років після початку правління, а війна з вестготами — за п'ять років до його смерті. Загалом виходить, що Хлодвіг правив протягом 30 років після сходження на престол у п'ятнадцятирічному віці. Можливо, така подача інформації є спрощенням з боку автора. Але також цілком можливо, що ці дати близькі до істини. Єдина точна дата, яку науковці мають сьогодні у своєму розпорядженні, — це дата смерті Хлодвіга: 511 рік. Це означає, що на престол він зійшов приблизно 481 або 482 року.
Приблизна хронологія правління Хлодвіга I:
- 466 — Народження Хлодвіга, сина Хільдеріка I, короля салічних франків, і королеви Базіни Тюрингської.

- 480 — Рипуарські франки захопили Трір.

- 481 — Сходження на престол Хлодвіга I. Він успадкував королівство, яке приблизно відповідало території Белгіки, невеликої провінції, розташованої між Північним морем, річкою Еско і провінцією Камбре. Ця територія тягнулася від Реймса до Ам'єна і міста Булонь-сюр-Мер, за винятком області Суассона, яка тоді знаходилася під контролем Сіагрія.

- 484 — Союз із рипуарськими й камбрейськими франками (Рагнахар, король франків Камбре, був, імовірно, одним із родичів Хлодвіга). Смерть короля вестготів Ейріха, якого заступив його син Аларіх II.

- 485 — Хлодвіг одружився з рипуарською принцесою, у якої від нього народився син Теодоріх. Цей шлюб часто трактується як тактичний союз зі східними сусідами, який дозволив Хлодвігу направити свої сили на південь. Григорій Турський у своїй «Історії» говорить про цю принцесу як про наложницю, тому тривалий час Теодоріх вважався незаконним сином Хлодвіга.

- 486 — Битва при Суассоні із Сіагрієм. Сіагрій, син Егідія, оголосив себе «царем римлян» (лат. rex romanorum) і тримав під своїм контролем галло-римський район між річками Сіно і Луара, останній уламок Західної Римської імперії.

Перемога при Суассоні дозволила Хлодвігу об'єднати всю північ Галлії. Сіагрій сховався у вестготів у Тулузі, але ті видали його Хлодвігу. Галло-римський правитель був убитий. Вважається, що саме після цієї битви відбувся відомий епізод із суассонською чашею, який описав Григорій Турський.
- 490 — Початок набігів Хлодвіга на вестготів. Імовірно, Хлодвіг хотів розширити своє королівство до Середземного моря. Він почав наступ на рейнських і зарейнських германців.

- 493 — Договір про ненапад із королем Ліонського бургундського королівства, підкріплений шлюбним союзом. Хлодвіг одружився вдруге  з принцесою Клотильдою (дочкою короля бургундів Хільперіка II і племінницею короля Гундобада). Клотильда разом із єпископом Реймським Ремігієм намагалася схилити Хлодвіга до прийняття католицтва.

- 494 — Переможний набіг Хлодвіга проти вестготів на Сентонж.

- 496 — Битва при Толбіаку неподалік від Кельна[20] з аламанами, під час якої Хлодвіг дав обітницю прийняти хрещення, якщо переможе. Хлодвіг здобув перемогу і розширив межі свого королівства аж до верхнього Рейну.

- 498 — Переможний набіг Хлодвіга проти вестготів на Бордо.

- 498, 25 грудня (Різдво)[21] — Хлодвіг прийняв хрещення у Реймсі разом із 3 тисячами вояків (якщо вірити словам Григорія Турського). Хрестив короля єпископ Ремігій, згодом проголошений святим. Перехід Хлодвіга у католицьку віру збільшив його вплив на галло-римські території, легітимізувавши його владу в очах місцевих християн. Однак водночас це був досить небезпечний захід, який зменшував популярність короля серед германців. Франки, як і всі германці, вірили, що король або вождь рівний богам, а католицька ж віра стверджувала, що вища влада належить Богу і Церкві на чолі з папою. Тому багато хрещених германців найчастіше були аріанами, оскільки згідно з цим віровченням, головою Церкви ставав не папа, а король.

- 499 — Хлодвіг уклав союз із королем бургундів Женеви Годегізілом, який хотів захопити території свого брата Гундобада.

- 500 — Хлодвіг уклав союз із арморіканцями (кельтською народністю, що населяла півострів Бретань і узбережжя Ла-Маншу). Після битви при Діжоні та перемогах Хлодвіга над бургундськими військами Гундобада, король франків змусив того покинути своє королівство і сховатися в Авіньйоні. Проте король вестготів Аларіх II прийшов на допомогу Гундобаду і, таким чином, примусив Хлодвіга відмовитися від допомоги Годегізілу. Своєю чергою, Гундобад погодився платити Хлодвігу щорічну данину, але своєї обіцянки не дотримав. Він зміг відновити своє королівство, а також наздогнати й убити у В'єнні свого брата Годегізіла.

Після цього Хлодвіг і Гундобад уклали мир і союз для боротьби з вестготами.
- 506 — Церковний собор в Агді, у якому взяли участь 25 єпископів, 8 священників і 2 диякони (вони були присутні там як представники єпископів своїх діоцезій).

- 507 — Битва в долині Вуйє неподалік Пуатьє[22] з вестготами. Хлодвіг отримав перемогу над Аларіхом II і розширив межі свого королівства аж до Аквітанії. Король вестготів був убитий, а у самих вестготів не залишалося іншого вибору, окрім як відступити в Іспанію, за Піренеї. Остготи ж під керівництвом Теодоріха Великого не могли заступитися за своїх сусідів вестготів, оскільки у цей момент воювали з Візантією.

- 508 — Хлодвіг отримав від візантійського імператора Анастасія I титул «консула» і був названий «августом» під час свого врочистого в'їзду до Тура. Париж став офіційною резиденцією Хлодвіга.

- 510 — Хлодвіг наказав убити короля рипуарських франків Сігіберта Кульгавого, одного з впливових вождів салічних франків Хараріха і свого колишнього союзника короля Камбре Рагнахара і після цього завоював їхні королівства. Таким чином, його держава розширилася на зарейнські території. Хлодвіг став єдиним правителем великого королівства, територія якого відповідала римській провінції «Нарбонська Галлія» — від середнього Рейну (гирло річки ще знаходилося у руках фризів) аж до Піренейських гір, де жили племена басків. Однак до складу королівства не входив острів Британія і середземні регіони.

- 511, липень — Загальногалльський церковний Собор в Орлеані, у якому взяли участь 32 єпископи (половина з них були родом з «королівства Франків»). Хлодвіг був проголошений усіма присутніми єпископами «Rex Gloriosissimus, сином Святої Церкви».

- 511, 27 листопада — Смерть Хлодвіга. Він був похований у храмі Апостолів Петра і Павла в Парижі на горі Сент-Женев'єв.

Згодом нащадки Хлодвіга ще більше розширили межі королівства (завоювавши Бургундію, Прованс й інші території) і правили приблизно впродовж трьох століть, поступившись у період «ледачих королів» місцем династії майордомів Піпінідів, засновникам королівської династії Каролінгів.

### Галлія наприкінці V століття
Наприкінці V століття Галлія була роздроблена на численні й постійно ворожі один з одним варварські королівства:
- Франки, що влаштувалися на північному сході, тривалий час знаходилися на службі у Римської імперії як допоміжні війська на рейнському кордоні. Вони були язичниками аж до хрещення Хлодвіга I (хоча насправді процес християнізації франків розтягнувся приблизно до VIII століття).
- Бургунди, що мешкали в Савої й околицях Ліона, були досить віротерпимими аріанами.
- Вестготи, могутній народ, мешкав на півдні Луари, в Лангедоці, у долині річки Гаронни. Вони також дотримувалися аріанського віросповідання, але були менш толерантними до католицького галло-римського населення.

- Остготи не населяли територію Галлії, але король Теодоріх Великий намагався підтримати рівновагу між різноманітними королівствами від Італії до Галлії

- Західна Римська імперія вже практично не мала реальної влади над землями Галлії.

Таким чином, численні варварські вожді почали займати вільні території, залишені Імперією у 476 році після скинення останнього імператора Західного Риму Ромула Августула, і утворювати свої «королівства» (лат. regna). Серед них було і королівство Сіагрія, останнього римського намісника, яке розташовувалося в районі Суассона. Сіагрій оголосив себе королем і відмовився визнавати Рим.

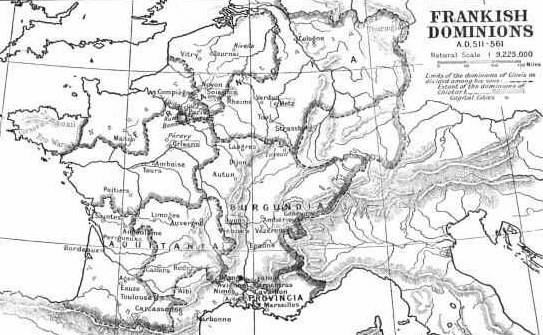
Франкське королівство наприкінці V століття.

У 481 році Хлодвіг, син Хільдеріка I, і королеви Базіни Тюринзької, очолив королівство салічних франків, яке розташовувалось у районі Турне, сучасної Бельгії. Титул «короля» (лат. rex) не був новим явищем у франкській історії. Ним називалися командири франкських військ, що знаходилися на службі у Риму. Франки, давнішні та вірні слуги колись могутньої Імперії, мало скидалися на інших германців, варварів-язичників. Після п'яти століть панування і служіння Римській імперії вони змінили свій побут і стали ближчими до галло-римського населення.
Король Хлодвіг, який недавно зійшов на престол, був зовсім молодий, йому було тільки п'ятнадцять років. Не було жодних ознак того, що саме цей вождь варварів зможе витіснити своїх могутніших суперників із їхніх земель. У світлі наступних подій його успіх, насамперед військовий, був скоріше наслідком добре засвоєного римського воєнного досвіду, а не варварських звичаїв ведення війни. Прикладом тому може слугувати той самий епізод із суассонською чашею, де спостерігається певна дисципліна серед його солдатів. Або навернення Хлодвіга до католицької віри (а не аріанства), після якого він увійшов до еліти галло-римського суспільства.
Правління Хлодвіга розглядається багатьма істориками вже не в контексті пізньої античності, але у рамках раннього Середньовіччя.

### Розширення королівства франків на схід
Усе своє життя Хлодвіг прагнув зберегти і збільшити своє королівство, а потім, згідно з германською традицією, передати синам. Заради цього він без вагань долав усі перешкоди — він наказав убити всіх франкських і зарейнських вождів (а багато хто з них були його давнішніми союзниками); часто та ж доля сягала близьких і далеких родичів його суперників. Хлодвіг навіть пішов на вбивство своїх власних братів — Ріхара і Рігномера. Це гарантувало стабільність спадщини і відсутність інших претенденів на неї, окрім його власних синів.
Водночас Хлодвіг укладав численні союзи й вів активну завойовну політику. До хрещення у його розпорядженні було всього 3—5 тисяч людей, але дії франкських воїнів були вельми успішні завдяки тому досвіду, що вони отримали на службі у Римської імперії в боях проти інших варварів.
Незважаючи на важкі бої, Хлодвіг постійно досягав успіху. Це було пов'язано з тим, що він не був настільки суворим правителем, як інші германські вожді. Принаймні, для галло-римського населення було важливо, що франки прийняли католицтво і були частково романізовані, тоді як ті самі вестготи, теж християни, але аріанського типу, тримали Аквітанію залізною рукою і не відрізнялися великою віротерпимістю до галло-римського населення.
Урешті-решт, Хлодвіг завоював практично всю північ сучасної Франції. У 484 році він об'єднався з рипуарськими франками. Потім, із 486 року почав наступ на південь. Перш за все, Хлодвіг повалив Сіагрія, останнього римського намісника, і приєднав його королівство, що знаходилося в межиріччі Сени й Луари. Там він завоював і розграбував міста Санліс, Бове, Суассон і Париж.

### Хрещення франків

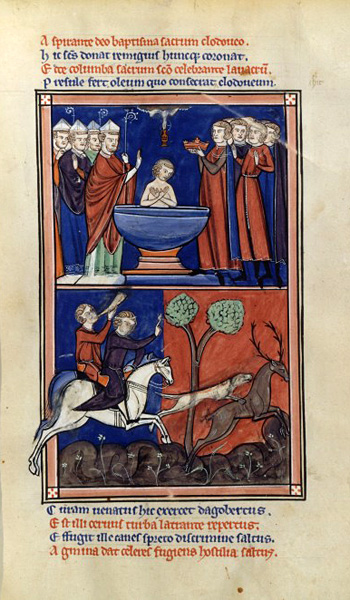
Хлодвіг приймає хрещення. Мініатюра з Житія св. Діонісія, 13 століття

Єпископ Реймський, у майбутньому святий Ремігій, імовірно, намагався знайти могутнього захисника для свого народу, тому написав Хлодвігу відразу після того, як той зійшов на престол. Єпископ, перш за все, просив Хлодвіга захистити тих християн, що жили на його землях. Ремігій, судячи з усього, був харизматичною і владною особою, тому Хлодвіг його поважав і прислухався до його порад. Вважається, що саме єпископ підштовхнув Хлодвіга одружитися з принцесою Клотильдою, дочкою бургундського короля. Весілля відбулося близько 493 року, швидше за все, у Суассоні. Цей політичний союз справив значний вплив на хід історії — Клотильда була християнкою, більш того, сповідувала не аріанство, як її родичі, а католицьку віру.
Після весілля, як розповідає Григорій Турський, Клотильда робила все для того, щоб переконати чоловіка перейти в католицьку віру. Але Хлодвіг довго не зважувався на цей крок.
Хроніка Григорія Турського оповідає про те, що після народження першого сина Інгомера, Клотильда попросила у чоловіка дозволу охрестити дитину. Хлодвіг погодився, проте незабаром після хрещення дитина померла. Король дуже розгнівився і, як повідомляє Фредегар, вигукнув: «Якби хлопчик був освячений ім'ям моїх богів, він би залишився живий». Через це, коли Клотильда народила другого сина, Хлодоміра, король заборонив проводити над ним обряд хрещення. Невдовзі дитина захворіла і Клотильда почала старанно молитися. Врешті-решт Хлодомір видужав, але незважаючи на зцілення і постійні напучення дружини, Хлодвіг відмовлявся відкидати язичництво.
Крім того, якби Хлодвіг перейшов у християнство, він міг утратити підтримку свого народу. Як і всі германці, франки вірили, що король-воєначальник може здобувати перемогу лише за підтримки язичницьких богів. Якщо вояки короля і зважилися б перейти в християнство, то стали б, швидше за все, аріанами. У цьому випадку вважалося б, що король вибраний Богом і є головою Церкви.
Проте Хлодвіг потребував підтримки католицького духівництва, оскільки ті були представниками галло-римського підконтрольного населення. Єпископи володіли всією повнотою влади в багатих містах відтоді, як римська цивільна влада там була ліквідована. Проте навіть Церкві було важко підтримувати зв'язок між своїми представниками — з вестготських земель єпископів виганяли й нікому було їх замінити, в Римі представники духівництва боролися за папський престол, не говорячи вже про сварки, які спалахували серед кліриків, налаштованих підтримувати вестготів або франків.
Як повідомляє «Історія франків», Хлодвіг вирішив прийняти хрещення у 496 році, у розпалі битви з аламанами. Коли супротивник почав брати гору над його воїнами, король дав обітницю навернутися до християнської віри, якщо Христос дарує франкам перемогу (тут простежується аналогія з хрещенням візантійського імператора Костянтина). Під час січі Хлодвіга оточили й він ось-ось повинен був загинути, але у цей момент вождя аламанів скосили стрілою і ворожі воїни заходились тікати. Франки перемогли.
Відповідно до інших джерел, битва при Толбіаку була всього лише однією з причин прийняття християнства. Остаточне просвітлення Хлодвіга відбулось, коли він побував на могилі святого Мартіна Турського.
Хай там що, але Хлодвіг, його сестра Альбофледа і три тисячі франкських воїнів прийняли таїнство хрещення від святого Ремігія у Реймському соборі 25 грудня 498 року. Пізніше в католицтво перейшла друга сестра короля, Лантехільда, яка до того сповідувала аріанство.
Це хрещення залишило особливий відбиток на подальшу історію Франції — практично всі французькі королі згодом коронувалися у Реймському соборі (аж до Карла X в 1825 р.).
Окрім того, хрещення Хлодвіга стало точкою відліку тісних взаємин між духовенством і франкською (а згодом французькою) монархією, зв'язку, який урветься лише у XIX столітті. Відтепер король повинен був коронуватися в ім'я Господа. Перехід у католицьке віросповідання дозволив Хлодвігу отримати вплив і владу над галло-римським населенням. Тим паче, що тепер у нього була могутня підтримка — католицьке духівництво. З цієї миті латина стала офіційною мовою діловодства у франкській державі.
Сцена хрещення Хлодвіга не раз надихала художників і скульпторів як у Середні віки, так і в пізніший час.

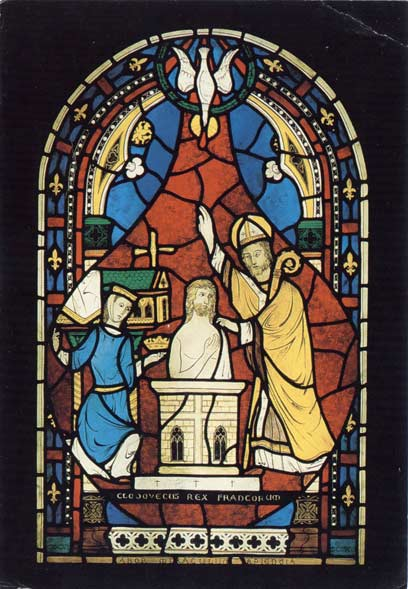
Вітраж середньовічного собору.
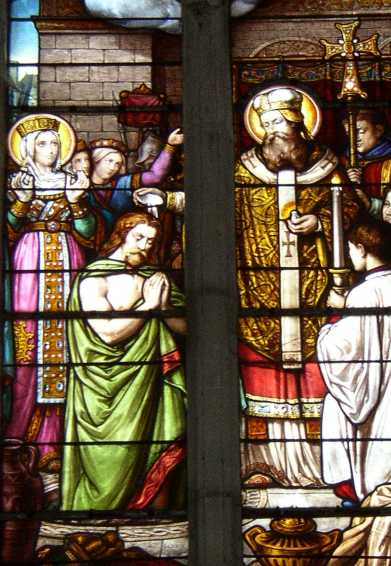
Вітраж із церкви Святого Вінсента у Франції.
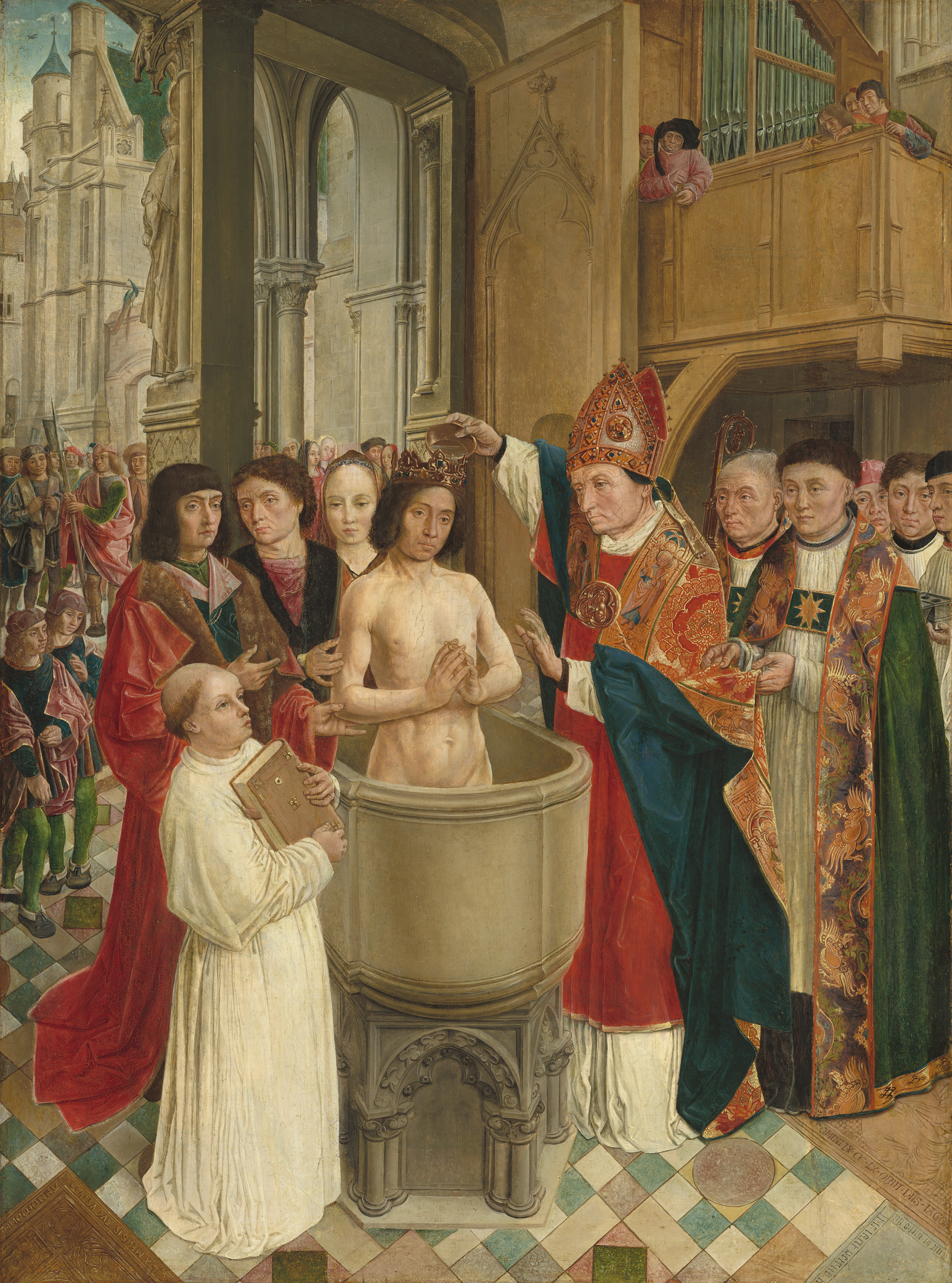
Картина художника із Сен-Жиль. (близько 1500 р.)

- Середньовічний барельєф.
- Мініатюра XIV ст. з «Великих хронік Франції».

### Розширення королівства на південь
За підтримки візантійського імператора Анастасія I, який був надзвичайно стурбований загарбницькими намірами готів, Хлодвіг атакував вестготів, які у той час панували практично на всьому Іберійському півострові й на південному заході Галлії (у Септиманії) аж до північних берегів Луари та Севенн на сході.
Навесні 507 року франки почали свій наступ на південь, перейшли Луару в районі Тура, а бургундські союзники в цей час атакували із заходу. Франки зіткнулися з армією Аларіха II у долині недалеко від Пуатьє. Битва при Вує була жорстокою. Вестготи відступили лише після загибелі свого короля, який поліг від руки самого Хлодвіга у поєдинку.
Ця перемога дозволила франкам приєднати до свого королівства всі колишні вестготські землі, що знаходилися між Луарою, океанським узбережжям і Піренеями. Зі сторони Італії остготи на чолі з Теодоріхом змогли зайняти територію Провансу і Септиманії (Нарбоннську і Південно-в'єннську провінції), а також частину земель бургундів, але їм загрожувала в цей час Візантія, тому Хлодвігу вдалося зберегти велику частину колишніх вестготських територій у своїх руках.

## Париж, нова столиця
Після Турне і Суассона Хлодвіг вибрав своєю резиденцією Париж. Це відбулося близько 508 року. На думку багатьох дослідників, «Салічна правда» була написана між 507—510 роками. Цілком імовірно, що оприлюднення цього кодексу пов'язане з тим, що король облаштувався у Парижі.
Перенесення столиці франкського короля до Парижа пояснюється, перш за все, стратегічними причинами:
- У цьому місті раніше розташовувався римський гарнізон, тому там була побудована укріплена цитадель.

- Крім цього, місто було імперською резиденцією наприкінці існування Римської імперії. Сюди приїжджали свого часу імператори Юліан (у період із 357 по 360 роки) і Валентиніан I (у 365—366 роках). Хлодвіг оселився у палаці колишніх римських намісників.

- Париж знаходився на перехресті доріг із півночі на південь і з заходу на схід, що полегшувало управління всіма частинами королівства й організацію завойовницьких походів.

Але водночас це був символічний жест. Франкське королівство за своєю організацією сильно відрізнялося від римської влади, тому королі, які успадковували трон після Хлодвіга, не надавали Парижу великого значення. Проте Ліон, старовинна «столиця галлів», остаточно втратив свою політичну першість.
За Хлодвіга і після нього — впродовж усього меровінзького періоду — Париж майже не зазнав ніяких змін, оскільки його розвиток гальмувала наявність безлічі інших столиць, котрі з'явилися після розподілу королівства. Збереглися практично незайманими римські будівлі. Щоправда, королівська сім'я і представники франкської аристократії почали будувати у місті церкви та інші релігійні будівлі. Проте до наших днів дійшли лише пізніші споруди, зведені вже після смерті Хлодвіга.

## «Салічна правда»

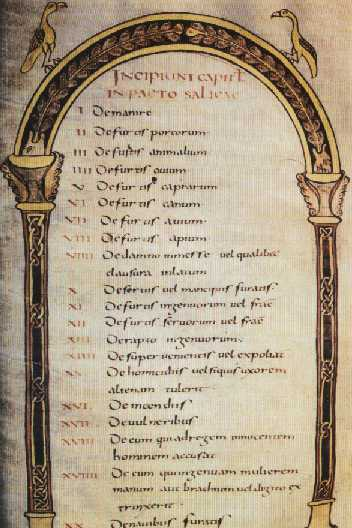
Манускрипт 4404 (Національна бібліотека Франції) — титульний лист «Салічної правди»

Хлодвіг проводив у своєму королівстві й законодавчу політику. Це було необхідно для уніфікації й асиміляції всіх галльських земель, які ввійшли до його королівства. Спочатку він поширив у своїх землях «Кодекс Аларіха», а потім наказав скласти зведення законів салічних франків, який отримав назву «Салічної правди» (лат. Lex Salica). Цей правовий пам'ятник складався з 65 статей. У ньому описувався порядок судочинства й укладення договорів, були перераховані злочини й покарання за них.
Завдяки «Салічній правді» історики змогли зробити висновки про господарство франків, соціальні групи цього народу, вивчити залишені до кінця V століття пережитки родового ладу, зрозуміти, що собою представляла влада франкського короля. В історіографії «Салічна правда» вважається одним із найдавніших пам'ятників, який дає уявлення про генезис феодального ладу у Західній Європі.
Слово «lex» перекладається з латини як «закон». У радянській історіографії частіше звучить назва «правда» за аналогією з руським кодексом. «Правда» — це судебник, який складався на основі конкретних судових випадків (казусів), що перетворилися у результаті багаторазових повторів на судовий звичай. Саме тому за «Салічною правдою» вивчається не лише правова сторона життя франкської держави, але і повсякденний побут людей.
На основі даного джерела можна сказати, що франки наприкінці V століття були вільними селянами, так званими «дофеодальними селянами»). Вони володіли землями на правах приватних власників. Однак існувало і поняття колективної власності (ліси й луки, що належали громаді). Франки користувалися певними політичними правами (наприклад, самоврядуванням). Велику роль в їхньому житті грала родова громадська організація, яка протегувала і захищала селян (прикладом тому може послужити колективна сплата судових штрафів).
Важливу роль у житті франків грало тваринництво, вони займалися бортництвом, збирали гриби і ягоди, полювали, рибалили. Відносно було розвинено землеробство. Їм були знайомі плуг і борона, в які запрягалися бики. Сіяли франки зернові культури, льон, на городах вирощували боби, горох, капусту, ріпу. Зароджувалося виноградарство.
«Салічна правда» випробувала на собі вплив римського права, але не в такій великій мірі як «Вестготський кодекс» і «Бургундська правда». Римський вплив простежується, наприклад, у порядку успадкування земель лише по чоловічій лінії і їх продажу лише з відома всіх родичів.

## Церковні собори
У період правління Хлодвіга на території Галлії відбулися два церковні собори.
У 506 році на загально-галльському Агдському соборі були прийняті заходи з підвищення морального стану священнослужителів і низка інших ухвал. Наприклад, клірикам заборонялося бути присутнім на шлюбних бенкетах, напиватися, красти, будувати поряд чоловічі й жіночі монастирі, продавати церковне майно. Було обмежено свавілля деяких єпископів і проголошений принцип: «Власність єпископа — власність Церкви».
У липні 511 р. Хлодвіг скликав загально-галльський церковний собор в Орлеані, в якому взяли участь 32 єпископи. Не відомо, чи був присутній сам король на цих зборах. Орлеанський собор ухвалив рішення, які продовжували лінію Агдського собору, хоча деякі з них указували на зародження конфлікту між світською і церковною владою. Ось деякі з прийнятих ухвал:
- Церква оголошувалася притулком для всіх, чия провина не була доведена.

- Обмежувалося самовільне відлюдництво (це було необхідно для того, щоб зменшити число лжесвятих).

- Ченцям було заборонено одружуватися, також як і вдовам священників та дияконів.

- Був проголошений наступний принцип підпорядкування — «Абати нехай будуть підпорядковані єпископам, а ченці — абатам» (це обмежувало свавілля єпископів стосовно ченців).

- Під тиском Хлодвіга було заборонено «посвячувати в духовне звання мирянина без наказу короля або судді» (окрім викуплених рабів).

- Під впливом Хлодвіга було заборонено відлучати тих, хто судився з Церквою за яке-небудь майно. Однак єпископські землі ніхто не мав права відчужувати.

Попри низку суперечностей, союз християнської Церкви і світської влади, початок якому поклало хрещення Хлодвіга у 498 році, і який зберігався протягом чотирнадцяти століть, став важливою політичною подією. Вплив католицької Церкви ріс, оскільки сільське населення, що складалося в основному з язичників, поступово переходило в католицьку віру і ставало ревними послідовниками християнської Церкви. Саме завдяки цьому Хлодвіг вважається дійсним засновником французької й німецької монархій.

## Королівська могила

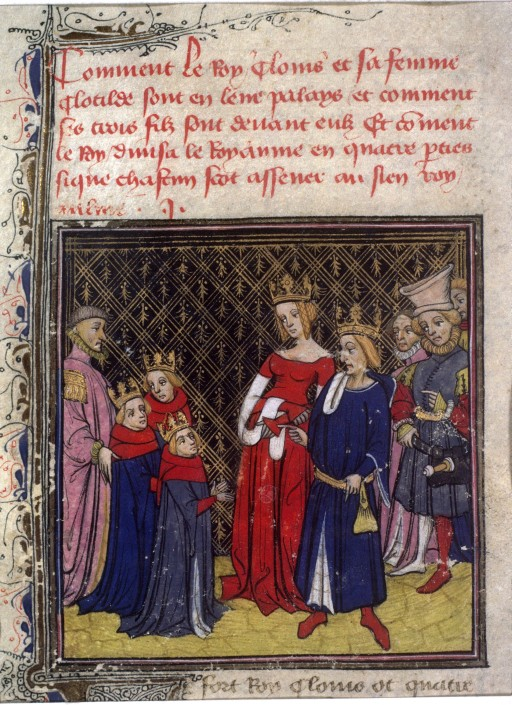
Хлодвіг I і його сім'я. Мініатюра з «Великих хронік Франції»

Хлодвіг помер у Парижі 27 листопада 511 року у віці 45 років. Він був похований в соборі Апостолів Петра і Павла, що в майбутньому отримав назву церкви Сент-Женев'єв. Цю церкву Хлодвіг наказав побудувати над могилою святої Женев'єви, яка померла 502 року.
Насправді пам'ятник над мощами святої не був закінчений. Тому, швидше за все, Хлодвіг був похований, як пише Григорій Турський, в sacrarium собору Апостолів, тобто у мавзолеї, побудованому на зразок гробниці, який можна порівняти з гробницею візантійського імператора Костянтина Великого у церкві Святих Апостолів у Константинополі.
Приблизно за 33 роки поряд зі своїм чоловіком була похована і Клотильда, яка в період з 511 по 544 роки жила у монастирі Святого Мартина в Турі. Григорій Турський, який поселився в Турі у 563 р., міг чути розповіді тих людей, які були знайомі свого часу з Клотильдою. Цілком імовірно, що ці розповіді могли служити джерелами для написання його «Історії».

## Розподіл королівства у 511 році
Після смерті Хлодвіга його сини Теодоріх, Хлодомір, Хільдеберт і Хлотар за франкською традицією розділили між собою королівство. У той час велика частина земель Галлії була підкорена, за винятком Провансу, Септиманії й королівства бургундів.
Франкське королівство було поділене на три більш-менш рівні частини. Четверта ж частина між Рейном і Луарою дісталася Теодоріху, старшому синові Хлодвіга, який був народжений від шлюбу короля з язичницею. Це була найбільша частина, оскільки до неї входило близько третини земель усієї Галлії.
Розподіл королівства відбувався, як розповідає Григорій Турський, у присутності вельмож королівства, Теодоріха і королеви Клотильди. Він був виконаний відповідно до норм приватного права, які були записані Хлодвігом у «Салічній правді» і за якими король вважався власником усіх земель королівства.
Старший син Хлодвіга Теодоріх отримав північно-східні землі: дві римські провінції Германія — (Верхня і Нижня Германія), Першу Бельгію і південно-східну частину Другої Бельгії, а також землі по середній течії Рейну. Хлодомір отримав територію басейну Луари, Хільдеберт — землі, що згодом отримали назву Нормандії. І, нарешті, наймолодший син Хлодвіга Хлотар успадковував північні землі салічних франків — від Прирейнської низовини до Суассона (зокрема місто Турне).

## Легенди

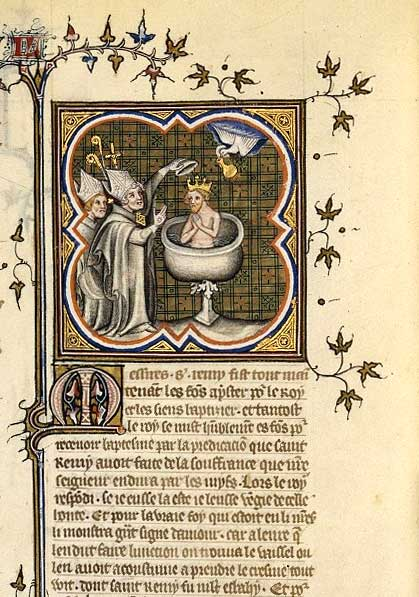
Хрещення Хлодвіга. На мініатюрі видно голуба, який несе флакон з міррою. «Великі хроніки Франції», XIV століття.

Хлодвігу, як і багатьом королям Середньовіччя, присвячено чимало легенд. За однією з них, Хлодвіг є нащадком Енея, героя Троянської війни. Ця розповідь неодноразово повторюється і варіюється в середньовічних джерелах. За іншим переказом, особливо популярним після видання «Коду да Вінчі» Д. Брауна, рід Хлодвіга походить від самого Ісуса Христа, який не загинув на хресті, а утік до Галлії разом із Марією Магдалиною.
Є безліч легенд, що стосуються битви при Толбіаку. Наприклад, є переказ про те, що напередодні битви Хлодвігу наснився сон, у якому йому явився хрест. Уві сні чийсь голос промовив: «In hoc signo vinces» (лат. «Із цим знаком переможеш»). Ця легенда, швидше за все, є алюзією до розповіді про Костянтина Великого, який побачив подібний сон напередодні битви з Максенцієм.
Хрещення Хлодвіга теж оточене всілякими незвичайними розповідями. За однією з них, святому Ремігію з'явився ангел у вигляді голуба і приніс посудину з миррою (фр. sainte ampoule) для хрещення Хлодвіга. Пізніше майже всі королі Франції помазувались на королювання саме миррою з цього флакону. Григорій Турський про це диво в «Історії франків» не згадує. Ймовірно «батьком» легенди був архієпископ Реймса Гінкмар (фр. Hincmar, біля 806—882 рр.).
У «Історії франків» про хрещення Хлодвіга згадується так:
«Коли він підійшов; готовий хреститися, святитель божий <Ремігій> звернувся до нього з такими красномовними словами: „Покірно схили шию, сігамбре, шануй те, що спалював, спали те, що шанував“».
Згадуючи стародавню назву одного з німецьких племен — сигамбрів — єпископ закликав короля і його дружину спалити свої язичницькі амулети.
Існує легенда про появу геральдичної лілії французьких королів — після хрещення Хлодвіг обрав цю квітку як символ чистоти. За іншою версією, Хлодвігу під час битви при Толбіаку явився ангел із лілією і сказав, щоб той зробив відтепер цю квітку своїм символом і заповідав нащадкам.
Утім існував інший популярніший у Середньовіччі переказ про появу королівських лілій. Його поява датується серединною XIV століття, а кінцева редакція — XV століттям. Згідно з цим переказом, у Франції було два могутні королі — Хлодвіг із замку Монжуа та Конфлат із замку Конфлан. Вони повсякчас ворогували один з одним. Якось Конфлат викликав на двобій Хлодвіга. Клотильда, дружина першого, яка була християнкою, звернулась до відлюдника, котрий жив неподалік. Під час молитви їм явився ангел і дав відлюднику синій щит із золотими ліліями, сказавши, що цей герб принесе Хлодвігу перемогу. Тоді Клотильда на всіх обладунках чоловіка замість його попереднього герба — півмісяця (в пізнішій версії — жаби) намалювала лілії. Завдяки цьому Хлодвіг переміг свого суперника і навернувся у християнство.

## Дружини і діти
- У 485 р. — франкська принцеса;
  - Теодоріх I (Thierry I, 486—534), король Реймса;

- У 493 р. — Клотильда Бургундська (Хродехільда) (Clotilde, 474—544);
  - Інгомер (Ingomer, 494, помер у дитинстві);
  - Хлодомир (Clodomir, 495—524), король Орлеана;
  - Хільдеберт I (Childebert I, біля 496—558), король Парижа;
  - Хлотар I (Clotaire I, біля 497—561), король Суассона;
  - Клотильда (Clotilde ?), дружина короля вестготів Амаларіха.

### Історичні карти
- Карта «Формування королівства франків у V ст.» на сайті «Хронос»(рос.)
- Карта «Європа у 2-й половині V ст.» (рос.)
- Карта «Держава Меровінгів» (рос.)
- Карта «Франкське королівство» (рос.)
- Карта «Європа у 500 р.» (рос.)
- Карта «Варвари»
- Карта «Франкська держава у VI ст.» (рос.)
- Карта «Франкська держава наприкінці V — 1-й половині IX ст.» (рос.)
- Карта «Франкська держава у V — 1-й половині VI ст.» (розділ 511 р.) (рос.)